# Joseba Zaldúa
Joseba Zaldúa Bengoetxea (San Sebastián, 24 de junho de 1992) é um futebolista profissional espanhol que atua como zagueiro. Atualmente defende o Cádiz.

## Carreira
Joseba Zaldúa começou a carreira no Real Sociedad, em 2010.